# Єзеру
Єзеру (рум. Iezeru) — село у повіті Келераш в Румунії. Входить до складу комуни Жегелія.
Село розташоване на відстані 122 км на схід від Бухареста, 25 км на схід від Келераші, 81 км на захід від Констанци, 130 км на південь від Галаца.

## Населення
За даними перепису населення 2002 року у селі проживали 1044 особи, усі — румуни. Усі жителі села рідною мовою назвали румунську.